# 31043 Sturm
31043 Sturm è un asteroide della fascia principale. Scoperto nel 1996, presenta un'orbita caratterizzata da un semiasse maggiore pari a 2,6170044 UA e da un'eccentricità di 0,1708551, inclinata di 8,89680° rispetto all'eclittica.